# Leyla Äliyeva
Leyla Ilham qızı Äliyeva, (azerbajdzjanska: Leyla İlham qızı Əliyeva), född 3 juli 1985 i Moskva, är Azerbajdzjans president Ilham Aliyevs förstfödda dotter. Hon är chefredaktör för stilmagasinet "Baku", som lanserades i London år 2011.
Äliyeva var gift med affärsmannen och sångaren Emin Ağalarov mellan 2006 och 2015. Tillsammans har de två söner.